# Diocèse du Pont

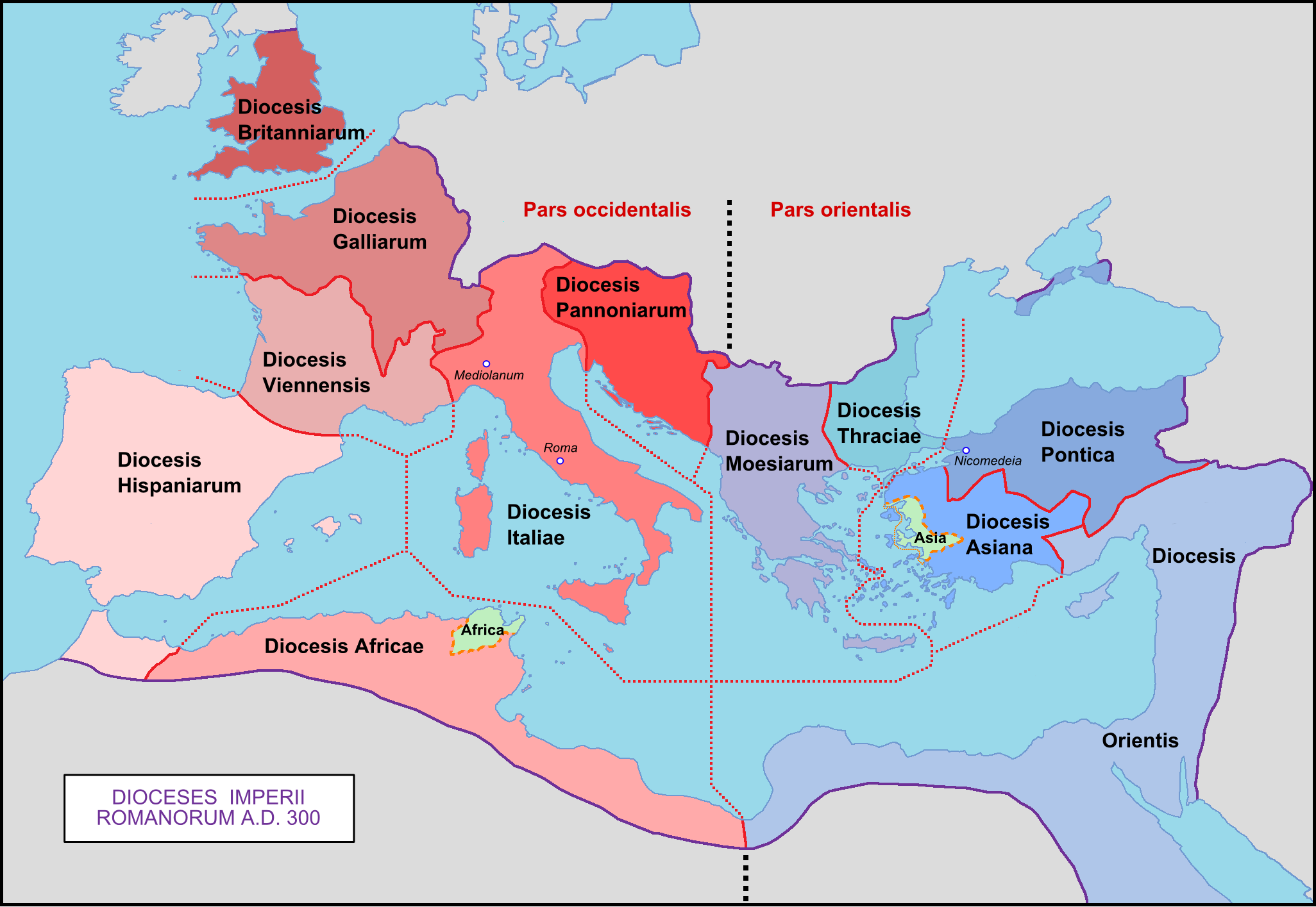
Les diocèses de l'Empire romain en 300

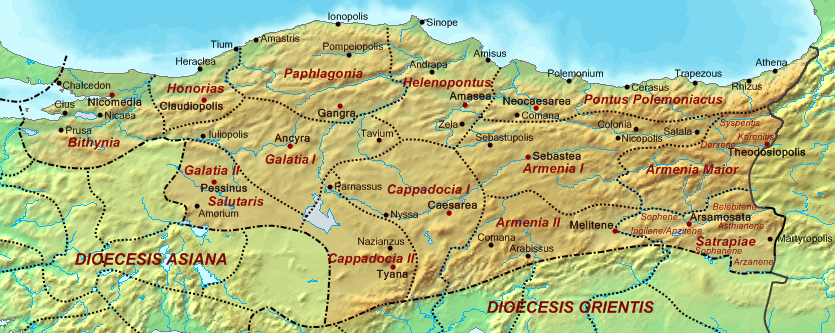
Diocèse du Pont (avec ses provinces) vers 400

Le diocèse du Pont, en latin diocesis Pontica, est un diocèse civil de l’Empire romain, c'est-à-dire un rassemblement de provinces, institué à la suite de la grande réforme de Dioclétien (division de l'Empire, tétrarchie, institution des préfectures du prétoire et des diocèses). 
Ce diocèse est créé par l'empereur Constantin (de 306 à 337) dans le cadre de la préfecture du prétoire d’Orient et de l'Empire romain d'Orient (capitale : Constantinople). Il prend fin en 535, sous le règne de Justinien, le grand empereur du VIe siècle, à une époque où l'Empire d'Occident n'existe plus depuis 476.

## Territoire

### Géographie
Le diocèse du Pont est situé en Anatolie, avec une large ouverture sur la mer Noire, où se trouve le port de Trébizonde (actuelle Trabzon en Turquie). Bien qu'il descende très au sud de l'Anatolie, il n'atteint pas la mer Méditerranée, dont il reste séparé par les monts Taurus dans la région de Tarse.

### Provinces du diocèse
Au départ, en 314, il est constitué de neuf provinces : 
- Bithynie ( de -74/64 à 295),
- Paphlagonie (de -65 à 295, 295-650c),
- Galatie (de -25 à 670),
- Cappadoce (de -74 à 253/293) redéfinie en
  - Cappadoce première (295-650c),
  - Cappadoce seconde (295-650c),
- Diospontus (295-) ou Hélénèpont, capitale Amasya (Amasée)
- Pont Polémoniaque (395-?), capitale Sidé,
- Province romaine d'Arménie (en) (114-118), partie de l'Arménie occidentale, devenant protectorat, ensuite éclaté en 
  - Arménie première, Arménie Mineure , ou Petite-Arménie, Armenia Minor, Armenia Inferior,
  - Arménie seconde, frange sud de l'Arménie (Arabissos, Cucusus (Göksun), Mélitène (Malatya), Ariarathia, Comana de Cappadoce...
  - puis Armenia Tertia (III) (536) et Armenia IIII (536).
  - La Sophène (Arménie IV), avec pour capitale Amida (Diyarbakır), sous le nom de Satrapies arméniennes, étant rattachée au diocèse d'Antioche.

Le chef-lieu du diocèse est établi dans un des chefs-lieux de province.
Sous le règne (379-395) de Théodose le Grand, deux provinces sont démembrées :
- la Bithynie divisée entre la nouvelle Bithynie et l'Honoriade (380-535),
- la Galatie, divisée en Galatie Prima (Galatie première) et Galatia salutaris (Galatie seconde, ou Galatie Salutaire).

Il y a donc désormais onze provinces dans le diocèse.